# Lars Sellergren
Lars Sellergren, född 25 augusti 1927, död 13 februari 2008, var en svensk pianist, pianopedagog och professor. 

## Biografi
Lars Sellergren studerade för Olof Wibergh vid Kungliga Musikhögskolan i Stockholm från 1946. Våren 1952 gav han debutkonsert, erhöll Jenny Lindstipendiet och reste de följande tre åren till pianopedagogen Bruno Seidlhofer i Wien för att ytterligare förfina sitt pianospel. Han tilldelades även Wachtmeisterstipendiet och en rad kulturstipendier från bland andra Stockholms läns landsting, LO, Byggnadsarbetareförbundet och Statens konstnärsråd.
1957 gav Lars Sellergren som förste svensk en pianoafton i Brahms-Saal i Musikverein i Wien (1957) . Under perioden 1951 till 1968 bedrev han en intensiv konsertverksamhet i Sverige och grannländerna, främst som solist men också som ackompanjatör och kammarmusiker. Fram till 1999 medverkade han i nästan 200 program i radio och TV, från 1976 dock mest i radio.
Sellergrens pianopedagogiska verksamhet inleddes på Birgitta Nordenfelts musikskola (1954–1963) . Han undervisade 1964–1995 på Kungliga Musikhögskolan i Stockholm , från 1982 med professors namn .  Sin sista master class gav han i maj 2007 på Örebro universitet: "Med musiken i centrum - om pianospelets hemligheter."

## Musikalisk karriär
Sellergren hade stor musikalisk bredd . Han blev mest känd för sina tolkningar av Beethoven, Mozart, Chopin, Brahms och Schumann.
Som solist med Stockholms Konsertförening (numera Kungliga Filharmoniska Orkestern) började Lars Sellergren sin karriär redan våren 1951 med César Francks Symfoniska variationer och Sixten Ehrling som dirigent . Med Radioorkestern (numera Sveriges Radios symfoniorkester) blev det under de första femton åren tjugo konserter och inspelningar, många med dirigenten Sten Frykberg men också med Tor Mann, Stig Westerberg, Albert Wolff (1960, Ravels pianokonsert) och Colin Davis (1961 i Mozarts pianokonsert F-dur nr 19 ).
Det första soloprogrammet i radio ägde rum 1951. 1956 spelade han in Schumanns stora C-durfantasi. 
När TV kom till Sverige under "Sandrews provvecka" våren 1954 inleddes det hela med att Lars Sellergren spelade Schuberts Impromptu Ess-dur och Chopins Ass-durballad . Det blev över 40 TV-program de kommande åren, men även korta inslag som till exempel vid nyheten om det polska upproret i Poznań 7 november 1956. Då kallades han hastigt in för en spontan svensk solidaritetsmanifestation i TV och valde att spela Chopins Revolutionsetyden och några mazurkor till dans av ett polskt balettpar som råkade vara på turné i Sverige just då. Bland de få bevarade TV-programmen finns främst en intervju från 1966 med Lars-Erik Larsson där dennes Sonatin för piano nr 1 ingick, och konserten 1978 med César Francks Symfoniska variationer under Stig Westerberg  .
1957 bildade Sellergren tillsammans med violinisten Leo Berlin och cellisten Åke Olofsson  "Stockholmstrion" (1957–1986) . På radion anlitades han också ofta som ackompanjatör av gästande instrumentalister  och Radiokören.
Lars Sellergren initierade 1958 grundandet av Föreningen Sveriges Kammarmusiker. Han var ordförande i Svenska Tonkonstnärsförbundet 1965–1966.
Under en följande period engagerade sig Lars Sellergren mycket aktivt i uppsökande musikalisk verksamhet, driven av sitt motto: "Den avlägsnaste skall vara den angelägnaste!" Inspirerad av Olof Palme fogade han in sitt konstnärskap i ett radikalt politiskt engagemang. Journalisten Olle Svenning beskriver det så: "Han hängde in fracken och lämnade konsertpodiet 1967, i protest mot USA:s Vietnam-krig och tidens diktaturer. Han blev politiker och agitator i åtta år ända fram till Vietnam-freden. Man skulle kunna kalla Sellergrens handling revolutionär: en lysande musiker, som lämnar salongerna i uppror mot tidens barbari." 
Åren 1967–1976 engagerade sig Sellergren även fackligt och politiskt för att öka möjligheterna för kulturen att nå nya grupper. Han var landstingsman i Stockholms län 1967–1976, styrelseledamot i Rikskonserter 1968–1976, vice ordf i Svenska Musikerförbundets Kulturarbetaravdelning samt fackligt ombud i statliga musikutredningar, främst OMUS 1970–1974 och KLYS.
År 1975 återupptog Lars Sellergren radioinspelningarna och var snart åter solist med de båda stora Stockholmsorkestrarna och dirigenter som Herbert Blomstedt, Jorma Panula och James DePreist (1990 i Schumanns pianokonsert) . 
Först år 2006 började Lars Sellergren välja ut egna inspelningar för CD. Serien om sex dubbel-CD fick namnet "Lars Sellergren Plays" (Sterlings). För de fyra första texthäftena skrev han själv musikaliska essäer om verken och tonsättarna. Skivserien består av inspelningar från 1956 och fram till den allra sista instuderingen år 1999, Bachs Das Wohltemperierte Klavier. ). 
I International Piano Review skrev recensenten Tully Potter om Sellergrens Bachtolkning: "Sellergren was in his early seventies when he made these beautiful radio recordings in 1999. Starting to listen out of curiosity, I was soon mesmerised by his playing. /.../ Perhaps his wide experience of life helped him to achieve the remarkable simplicity and naturalness of his Bach. Although he handles the uptempo preludes with ease, I never feel he is forcing the piano or trying to challenge himself with too fast a tempo. His tone is unfailingly pleasing./.../” 